# Пофин Лионский
По́фин (По́тин, По́тиний, греч. Πόθεινος, лат. Pothinus Lugdunensis, фр. Pothin de Lyon; ок. 85 — 177, Лугдун) — первый епископ Лионский, священномученик, святой Римско-католической церкви. Почитается также Православной церковью.

## Биография
О жизни Пофина мало что известно. Он был учеником Поликарпа Смирнского, у которого, возможно, мог видеть апостола Иоанна Богослова. Пофин прибывает в Лугдун (нынешний Лион) из Малой Азии около 140 года и становится первым епископом в Галлии. О его деятельности в качестве епископа также ничего не известно. Пофин известен прежде всего своей мученической смертью вместе со многими другими лионскими христианами, имена 43 из которых сохранились.

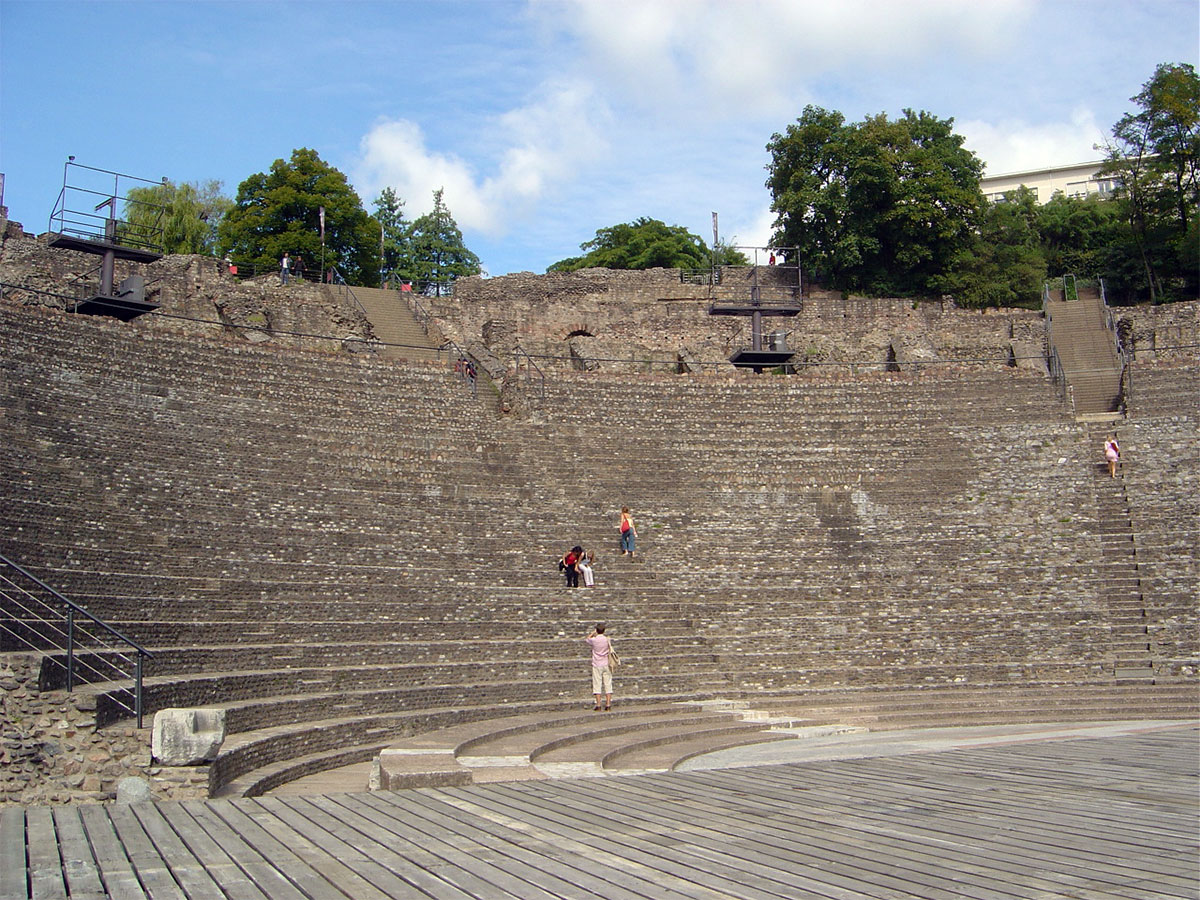
Руины амфитеатра в Лионе

В 177 году, в правление римского императора Марка Аврелия возобновились гонения на христиан. В Галлии — в Лугдуне и в соседнем Вьене — арестованы многие сотни христиан. Среди них — 90-летний епископ лионский Пофин, которого отвели в тюрьму, где он и скончался через два дня. Других поместили в середине амфитеатра на холме Фурвьер, перед тысячами зрителей, собравшихся посмотреть на кровавый спектакль. Римским гражданам мечом перерезали горло, все прочие, среди которых — святая Бландина — были отданы на растерзание диким зверям. Тела казнённых были выставлены на несколько дней, после чего сожжены, а пепел развеян над Роной.
Обо всём этом известно из письма, отправленного выжившими христианами Лиона и Вьена христианским церквям Малой Азии и Фригии. Возможно, в написании письма принимал участие святой Ириней, сменивший Пофина на посту епископа Лионского:

Насилие и преследования были столь велики, ненависть язычников к святым и к нескончаемому страданию блаженных мучеников было столь сильна, что мы не сможем это полностью описать.

## Топонимы

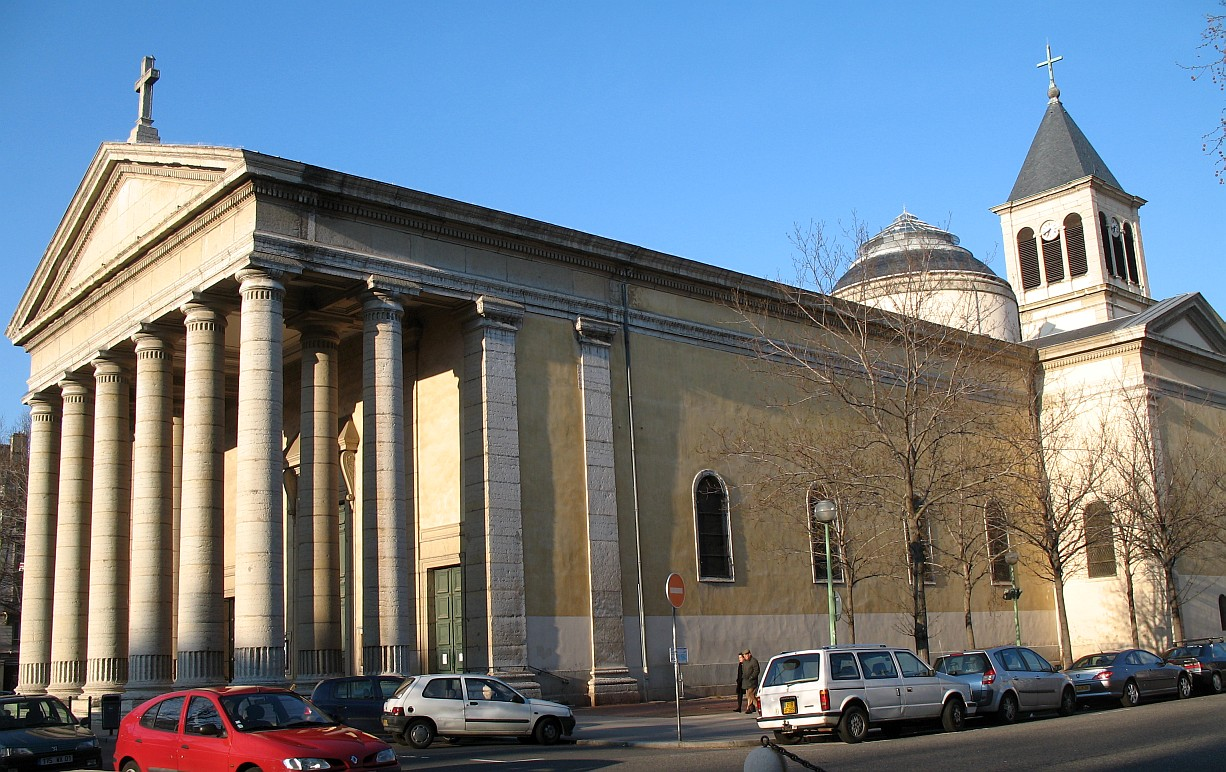
Церковь Сен-Потен в Лионе

Именем святого Пофина Лионского названа церковь Святого Пофина в VI округе Лиона, включённая со 2 мая 2007 года в Список охраняемых зданий, составляющих историческое наследие Французской Республики. Ему посвящена также часовня Сен-Потен в северном трансепте одной из самых главных церквей Лиона — Сен-Низье, включённой в список охраняемых зданий ещё в 1840 году.

## Почитание
Память священномученика Пофина отмечается в католической церкви 2 июня в группе лионских мучеников.
9 марта 2017 года решением Священного Синода Русской Православной Церкви был включён в месяцелов Русской православной церкви с установлением дня памяти 2 / 15 июня.